# Embd
Embd es una comuna suiza del cantón del Valais, localizada en el distrito de Visp. Limita al noreste con la comuna de Törbel, al sureste con Grächen, al sur con Sankt Niklaus, al oeste con Oberems y Ergisch, y al noroeste con Unterbäch.